# نظریه دافعه زوج الکترون لایه ظرفیتی
نظریهٔ دافعهٔ زوج الکترون لایه ظرفیتی (به انگلیسی: Valence shell electron pair repulsion theory) یا یه طور مخفف وی‌اس‌ای‌پی‌آر (به انگلیسی: VSEPR) مدلی در شیمی است که آرایش هندسی اتمها در مولکول یا یون را پیش‌بینی می‌کند. نام این نظریه برای آسانی در تلفظ، وسپر (به انگلیسی: vesper) گفته می‌شود.

## تاریخچه
ایده وجود ارتباط میان تعداد الکترون‌های ظرفیتی پیوندی و ناپیوندی با شکل فضایی مولکول نخستین بار در سال ۱۹۴۰ در دانشگاه آکسفورد توسط نویل سیدگویک و هربرت پاول بیان شد.
در سال ۱۹۵۷ رونالد سیدنی نیهولم و رونالد گیلسپی از کالج دانشگاهی لندن این ایده را برای رسیدن به نظریه‌ای دقیق‌تر که قادر باشد شکل هندسی را از میان چند شکل پیشنهادی مشخص کند، اصلاح و تکمیل کردند.

## شرح نظریه
بر اساس این نظریه، شکل فضایی مولکول‌ها با تعداد زوج الکترون‌های لایه ظرفیت اتم مرکزی ارتباط دارد و با دانستن زوج‌الکترون‌های اتم مرکزی می‌توان شکل فضایی مولکول یا یون، و همچنین اوربیتال هیبرینده این نظریه تنها برای پیوندهای سیگما بیان می‌شود. دافعه میان این زوج الکترون‌ها (که همه بار منفی دارند) موجب می‌شود تا برای کم کردن نیروی وارد به هم بیشترین فاصله ممکن را از هم بگیرند. بنابراین شکل‌های هندسی کمترین انرژی ممکن را دارند. شکل فضایی موکول حاصل این دافعه الکتروستاتیک است.
تمامی زوج الکترون‌های اتم مرکزی فارغ از نوعشان (پیوندی و ناپیوندی) در شکل دخالت دارند، اما جفت الکترون‌های ناپیوندی نیروی بیشتری نسبت به پیوندی‌ها به جفت‌ها وارد می‌کنند. در الکترون‌های پیوندی نیز فرقی میان پیوندهای یگانه، دوگانه و سه‌گانه نیست، اما پیوندهای دوگانه و سه‌گانه فضای بیشتری اشغال می‌کنند. با وجود این توصیف شکل هندسی تنها بر پایه مکان هسته اتم‌ها است.

### پیکربندی‌ها
| نام آرایش          | مجموع جفت پیوندی و ناپیوندی | جفت ناپیوندی | مدل خط‌چین–گوه | مدل فضاپرکن | مثال        |
| ------------------ | --------------------------- | ------------ | ------------- | ----------- | ----------- |
| خطی                | ۲                           | ۰            |               |             | CO۲         |
| سه‌گوش مسطح         | ۳                           | ۰            |               |             | NO۳−        |
| خمیده              | ۳                           | ۱            |               |             | SO۲         |
| چهار وجهی منتظم    | ۴                           | ۰            |               |             | CH۴         |
| هرم مثلث‌القاعده    | ۴                           | ۱            |               |             | NH۳         |
| زاویه‌دار           | ۴                           | ۲            |               |             | H۲O         |
| دوهرمی مثلث‌القاعده | ۵                           | ۰            |               |             | PCl۵        |
| چهار وجهی نامنتظم  | ۵                           | ۱            |               |             | ClF۵        |
| T شکل              | ۵                           | ۲            |               |             | ClF۳        |
| خطی                | ۵                           | ۳            |               |             |             |
| هشت‌وجهی            | ۶                           | ۰            |               |             | SF6         |
| هرم مربع‌القاعده    | ۶                           | ۱            |               |             | ClF5        |
| مربع مسطح          | ۶                           | ۲            |               |             | XeF4        |
| خطی                | ۶                           | ۴            |               |             | XeF2        |
| یادکرد             | یادکرد                      | یادکرد       | یادکرد        | یادکرد      | [ ۵ ] [ ۹ ] |

## نقد نظریه
نظریه دافعه زوج الکترون لایه ظرفیتی، هنوز هم یک نظریه قدرتمند به شمار می‌رود. در عین حال این نظریه محدودیت‌هایی دارد. این نظریه توان تعیین مقدار زاویه‌های پیوندی و طول پیوند را ندارد. همچنین این نظریه برای تعیین شکل تنها به دافعه الکتروستاتیک اکتفا می‌کند، در حالی که عوامل دیگری نیز در این امر مؤثر هستند.
این نظریه در بسیاری از موارد با قاعده اوکتت تناقض دارد. اما پیش‌بینی‌های این نظریه به جز چند استثناء، درست بوده‌اند.
از آن جا که این نظریه کمّی نبود، مدت زیادی مورد نقد واقع می‌شد و گسترشش در مراحل تکامل‌نایافته‌اش متوقف شد؛ با این وجود میدان‌های نیروی مکانیک مولکولی که بر اساس همین نظریه بود، گسترش یافت.

### استثناءها

#### ترکیب‌های فلزهای واسطه
به دلیل نبود زوج الکترون ناپیوندی در لایه ظرفیتی و اندرکنش میان لیگاندها و الکترون‌های اوربیتال‌های d؛ آرایش هندسی بسیاری از فلزهای واسطه با این نظریه در تضاد است. شکل چنین ترکیباتی با کمک نظریه والباند پیش‌بینی می‌شود.

#### هالیدهای فلزهای قلیایی خاکی
ساختار فاز گازی هالیدهای فلزهای قلیای خاکی سنگین مانند کلسیم، استرانسیم و باریم خمیده است، اما این نظریه آن را خطی پیش‌بینی می‌کند.
رونالد گیلسپی، برهم‌کنش لیگاندها با هسته الکترون اتم فلزی را که به قطبی‌شدن پوسته داخلی و در نتیجه خارج شدن از تقارن می‌انجامید؛ به عنوان دلیل این اشتباه پیشنهاد داد.

#### برخی از مولکول‌های دارای ۶ زوج پیوندی و یک زوج ناپیوندی
برخی از مولکول‌های دارای ۶ زوج پیوندی و یک زوج ناپیوندی (AX6E1) مانند ترکیب‌های دارای آنیون تلوریم و بیسموت شکل ۸ وجهی دارند و زوج ناپیوندی روی شکل هندسی بی‌تاثیر است. در توجیه این مسئله دو نظر وجود دارد؛ یکی آن که تجمع لیگاندها فضایی برای زوج ناپیوندی باقی نمی‌گذارد، و دیگری اثر زوج بی‌اثر.

#### برخی از مولکول‌های دارای ۲ زوج پیوندی ۲ یک زوج ناپیوندی
برخی از مولکول‌های دارای ۲ زوج پیوندی ۲ یک زوج ناپیوندی (AX2E2) اشتباه پیش‌بینی می‌شوند. به طور مثال لیتیم دی اکسید (Li2O) به دلیل درصد بالای یونی بودن، باعث نیروی دافعه بیشتری میان اتم‌های لیتیم می‌شود و ساختار خطی دارد اما زاویه‌دار پیش‌بینی می‌شود. مثال دیگر، مولکول O(SiH3)2 است که در آن زاویه پیوندی Si-O-Si بیش از حد معمول است. رونالد گالیسپی احتمال داد که دلیل این امر، قرارگیری زوج‌های ناپیوندی و توان وارد ساختن نیروی دافعه بیشتر آن‌هاست که زمانی که لیگاند، الکترونگاتیوی نزدیک به الکترونگاتیوی اتم مرکزی یا بزرگ‌تر از آن دارد بیشتر نیز می‌شود. وقتی اتم مرکزی الکترونگاتیوی بیشتری دارد، زوج‌های ناپیوندی فضای کمتری دارند و با وجود دافعه قوی‌تر لیگاند-لیگاند، خمش بیشتری در پیوند Si-O-Si به وجود می‌آید.

### عمومی
- مورتیمر، چارلز (۱۳۸۸)، «شکل هندسی مولکول، اوربیتال مولکولی»، شیمی عمومی، ترجمهٔ عیسی یاوری (ویراست ویرایش ششم (۱۹۸۶))، تهران: نشر علوم دانشگاهی، شابک ۹۶۴-۶۱۸۶-۳۳-۵

- Wikipedia contributors, "VSEPR theory," Wikipedia, The Free Encyclopedia, http://en.wikipedia.org/w/index.php?title=VSEPR_theory&oldid=340381212 (accessed January 30, 2010).

### ویژه
1. ↑  H. Stephen Stoker (۲۰۰۹)، «Molecular Geometry»، General, Organic, and Biological Chemistry، Cengage Learning، ص. p ۱۱۹، شابک ۰-۵۴۷-۱۵۲۸۱-۷
2. ↑  Sidgwick, N. V.; Powell, H. M. (1940). "Bakerian Lecture. Stereochemical Types and Valency Groups". Proceedings of the Royal Society of London. Series A, Mathematical and Physical Sciences. 176 (965): 153–180. ISSN 0080-4630.
3. ↑  R.J.Gillespie and R.S.Nyholm, Quart.Rev. 11, 339 (1957)
4. ↑  R.J.Gillespie, J.Chem.Educ. 47, 18 (1970)
5. 1 2 3 4 5  Linfeng Xie (آوریل ۴, ۲۰۰۵). «VSEPR Theory». University of Wisconsin–Oshkosh.
6. 1 2 3 4  Eric V. Anslyn, Dennis A. Dougherty (۲۰۰۶)، «A Review of Basic Bonding Concepts»، Modern physical organic chemistry، University Science Books، ص. pp ۷-۸، شابک ۱-۸۹۱۳۸۹-۳۱-۹
7. 1 2 3 4  مورتیمر، ص. ۱۲۲ پارامتر |عنوان= یا |title= ناموجود یا خالی (کمک)
8. 1 2  مورتیمر، ص. ۱۲۷ پارامتر |عنوان= یا |title= ناموجود یا خالی (کمک)
9. ↑  مورتیمر، ص. صص ۱۲۷-۱۲۲ پارامتر |عنوان= یا |title= ناموجود یا خالی (کمک)
10. ↑  "chemical bonding." Encyclopædia Britannica. 2010. Encyclopædia Britannica Online. 01 Feb. 2010 <http://www.britannica.com/EBchecked/topic/684121/chemical-bonding>.
11. ↑  «VGS Box»، Journal of Molecular Modeling، ش. ۳، ص. pp ۱۲۴-۱۴۱، ۱۹۹۷ [ارجاع دست دوم]
12. 1 2 3 4  Models of molecular geometry, Gillespie R. J., Robinson E.A. Chem. Soc. Rev., 2005, 34, 396–407, doi: http://dx.doi.org/10.1039%2Fb405359c [ارجاع دست دوم]
13. ↑  Landis, C. K.; Cleveland, T.; Firman, T. K. Making sense of the shapes of simple metal hydrides. J. Am. Chem. Soc. 1995, 117, 1859-1860. [ارجاع دست دوم]
14. ↑  Landis, C. K.; Cleveland, T.; Firman, T. K. Structure of W(CH3)6. Science 1996, 272, 182-183. [ارجاع دست دوم]
15. ↑  Greenwood, Norman N.; Earnshaw, A (۱۹۹۷)، Chemistry of the Elements (ویراست ۲nd ed)، Oxford: Butterworth-Heinemann، شابک ۰-۷۵۰۶-۳۳۶۵-۴ [ارجاع دست دوم]
16. ↑  Core Distortions and Geometries of the Difluorides and Dihydrides of Ca, Sr, and Ba Bytheway I, Gillespie R.J, Tang T.H., Bader R.F. Inorganic Chemistry, 34,9, 2407-2414, 1995. doi: http://dx.doi.org/10.1021%2Fic00113a023 [ارجاع دست دوم]
17. ↑  Wells A.F. (۱۹۸۴)، Structural Inorganic Chemistry (ویراست ۵th edition)، Oxford Science Publications، شابک ۰-۱۹-۸۵۵۳۷۰-۶ [ارجاع دست دوم]
18. ↑  Catherine E. Housecroft, Alan G. Sharpe (۲۰۰۵)، Inorganic Chemistry، Pearson Education، شابک ۰-۱۳-۰۳۹۹۱۳-۲ [ارجاع دست دوم]
19. ↑  A spectroscopic determination of the bond length of the LiOLi molecule: Strong ionic bonding, D. Bellert, W. H. Breckenridge, J. Chem. Phys. 114, 2871 (2001); doi:10.1063/1.1349424 [ارجاع دست دوم]